# Especialista Intern-Resident
Les Especialitats Intern-Resident són les especialitats que un llicenciat en medicina (MIR), farmàcia (FIR), biologia (BIR), Química (QIR), Psicologia (PIR), Física (RFIR) i diplomat en infermeria (EIR) d'Espanya pot fer mitjançant un examen-oposició per a fer una posterior carrera professional al món hospitalari després de fer un període de formació a l'hospital.

## La residència
La residència és el període de formació pel que tots els aspirants a especialistes han de passar per tal d'obtenir un títol d'especialista. Els Metges Residents resten per un període d'entre 4 i 5 anys vinculats a un centre sanitari acreditat per a la formació especialitzada.
Abans d'iniciar la formació, tot llicenciat ha de realitzar un examen, convocat cada any pel Ministeri de Sanitat i Consum per així, en un format d'oposició semblant a la Selectivitat, escollir la plaça desitjada. El nombre de places i la proporció entre les diferents especialitats és proposat per cadascun dels centres acreditats i finalment establert pel Ministeri en la convocatòria oficial de l'oposició.

## L'examen
La prova consta de 200 preguntes tipus test (anteriorment 175, 225 o 250) amb 4 opcions (anteriorment 5 opcions), de les quals només una és correcta. Es disposa, a més, de 10 preguntes de reserva per als casos en què alguna de les principals quedi impugnada o invalidada. El temps per completar l'examen actualment és de 4,5 hores.
Les darreres convocatòries han marcat que el dia i hora habituals per a fer l'examen és un dissabte a les 4 de la tarda (una hora abans a les Illes Canàries). Mitja hora abans de l'inici, els funcionaris criden als candidats i els entreguen el quadern d'examen (que sol tenir unes 35 pàgines) i els fulls de resposta (avui dia encara consisteixen en 3 fulls autocopiatius). Els quaderns s'imprimeixen en la impremta del Ministeri i són transportats a les diferents ciutats on es fa l'examen escortats per personal de seguretat. De fet, el primer que veu l'examen complet és el candidat, ja que els catedràtics que formulen les preguntes i donen les respostes només veuen les de la seva especialitat.
Quan comença l'exercici es reuneix a la seu del Ministeri una comissió qualificadora formada per diferents metges especialistes i el número u de l'última convocatòria d'Intern-Resident. Aquesta comissió realitza l'examen alhora que tots els candidats, o sigui que és pràcticament impossible que es filtrin les respostes.
Un cop conclosa la prova comença el procés d'impugnacions, durant el qual els candidats tenen dret a rebatre les respostes emeses per la comissió qualificadora si poden basar-se en bibliografia. En cas que hi hagi més d'una resposta possible la pregunta s'anul·larà i comptarà la primera de reserva. Aquest procés es pot arribar a repetir, lògicament, fins a 10 vegades tot i que pot ser que hi hagi més preguntes impugnables que no s'anul·lin per falta de reserves.
Quan es publica la plantilla de respostes final s'informa als candidats del dia i hora que s'han de presentar a la seu central del Ministeri per escollir la plaça de resident.

## Formació especialitzada
Els programes per als quals s'ofereixen places són: Infermeria (EIR), Medicina (MIR), Biologia (BIR), Psicologia (PIR), Química (QIR), Farmàcia (FIR) i Radiofísica hospitalària (RFIR)
El període de residència en aquests casos oscil·la entre 1 i 5 anys i, tret del programa d'infermeria, s'ofereixen moltes menys places atesa la menor demanda sanitària i el menor nombre de candidats que es presenten cada any.
El format de l'examen és similar a l'exposat anteriorment, tret que en el de Radiofísica hospitalària es formulen problemes complexos i cal l'ús de calculadora.